# Wislaw III de Rügen

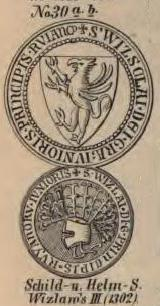
Sello con escudo y casco del príncipe de Rügen Wizlaw III de 1302

Wislaw III de Rügen (1265/1268-8 de noviembre de 1325) príncipe eslavo cuyo padre era Wislaw II de Rügen, como minnesänger 13 máximas suyas y 14 de sus canciones se hallan en el Jenaer Liederhandschrift. Su obra hubo de ser importante, ya que parte de este texto se ha perdido. Su canción más conocida, Loibere risen,fue muy importante en la Edad Media y hay versiones de ella en la actualidad como la de Angelo Branduardi. Fue el último de la dinastía de los Rügen y a partir de él el principado que poseía pasó a formar parte de la corona danesa. 